# GeneRally
GeneRally ist ein Freeware-Rennspiel, das von den aus Finnland stammenden Brüdern Hannu und Jukka Räbinä programmiert wurde. Es ist der Nachfolger des Spiels Slicks ’n’ Slide. Die letzte Version von GeneRally wurde am 6. Januar 2018 veröffentlicht (Version 1.2d).

## Spielbeschreibung
In GeneRally kann der Spieler entweder gegen die Zeit, bis zu 5 Computergegner oder gegen bis zu 5 Mitspieler fahren. Die Stärke der Computergegner ist dabei frei wählbar.
In den Optionen kann die Rennlänge, die Punktevergabe (für die Plätze 1 bis 6), das Benzingewicht, Reifenabnutzung, Benzinverbrauch und der durch Kollisionen erlittene Schaden beliebig gewählt werden. Standardmäßig gibt es 12 Autos im Spiel.
Aufgrund der vielen Möglichkeiten eigene Inhalte wie Autos, eigene Strecken und Sounds in das Spiel einzubringen, existiert eine große Community. In den letzten Jahren hat diese hunderte qualitativ hochwertige Strecken und Autos für das Spiel hervorgebracht.
Trotz der fehlenden Online-Unterstützung in Bezug auf den Multiplayermodus gibt es viele Wettbewerbe, die über das Internet ausgetragen werden. 
Obwohl Generally unter Windows 7 läuft gibt es dennoch einige, wenn auch nur kleinere, Probleme. Da die Autoren Hannu und Jukka Räbinä an der Weiterentwicklung des Spiels kein Interesse mehr haben, wird versucht die Entwicklung des Spiels in der Community fortzuführen.